# Anna Terrón i Cusí
Anna Terrón i Cusí (Barcelona, 6 d'octubre de 1962) és una política socialdemòcrata catalana. És llicenciada en ciències polítiques i de l'administració. Ha estat diputada en el Parlament Europeu.

## Biografia
Fou escollida diputada del PSC-PSOE a les eleccions al Parlament Europeu de 1994 i 1999. De 1994 a 1999 fou vicepresidenta de la Delegació per a les relacions amb els països del Màixriq i els Estats del Golf, i de 1994 a 2004 va ser portaveu del Grup Socialista Europeu en la Comissió de Llibertats i Drets dels Ciutadans, Justícia i Assumptes d'Interior.
El juliol de 2004 fou nomenada delegada del govern de la Generalitat de Catalunya davant la Unió Europea. El 27 de desembre de 2006 fou nomenada Secretària d'Afers Europeus del Departament de Presidència de la Generalitat de Catalunya. Des de febrer de 2004 fins a desembre de 2007, va ser Secretària General del Patronat Català Pro Europa, que té transferides les funcions de la Secretaria de la Unió Europea quan es va crear el 2006.
També és un membre suplent del Comitè de les Regions, nomenada pel president de la Generalitat, i des de juny de 2005 ha estat coordinadora del PSC-PSOE en la Comissió de la UE per a Afers Constitucionals, Govern Europeu i Espai de Llibertat, Seguretat i justícia. Al febrer de 2010, va ser nomenat vicepresident del Partit Socialista Europeu en el Comitè de les Regions i secretària d'Estat d'Immigració i Emigració.